# Чемпионат России по боксу 2020
Чемпионат России по боксу 2020 года проходил в Оренбурге 27 ноября — 5 декабря в спортивно-концертном комплексе «Оренбуржье». Призовой фонд чемпионата составил 10 млн рублей. Победитель каждой весовой категории кроме призовых получил автомобиль Kia Rio. В состязаниях приняли участие 309 спортсменов.

## Медалисты
| Весовая категория | Золото                | Серебро            | Бронза                                    |
| ----------------- | --------------------- | ------------------ | ----------------------------------------- |
| до 49 кг          | Эдмонд Худоян         | Володя Мнацаканян  | Игорь Царегородцев Артыш Саян             |
| до 52 кг          | Василий Егоров        | Ахтем Закиров      | Артур Нагапетян Вадим Кудряков            |
| до 57 кг          | Всеволод Шумков       | Овик Оганнисян     | Дмитрий Шиповский Мухаммад Шехов          |
| до 60 кг          | Альберт Батыргазиев   | Джамал Бадрутдинов | Оганес Снхчан Усман Магомадов             |
| до 63 кг          | Габил Мамедов         | Илья Шакиров       | Эмир Басиров Илья Попов                   |
| до 69 кг          | Андрей Замковой       | Шахабас Махмудов   | Юрий Осипов Алиса Шарифов                 |
| до 75 кг          | Джамбулат Бижамов     | Андрей Ковальчук   | Никита Воронов Владислав Федюрин          |
| до 81 кг          | Имам Хатаев           | Шарабутдин Атаев   | Руслан Колесников Андрей Косенков         |
| до 91 кг          | Муслим Гаджимагомедов | Алексей Зобнин     | Абубакар-Салах Муцелханов Владимир Узунян |
| свыше 91 кг       | Ярослав Дороничев     | Святослав Тетерин  | Владимир Иванов Максим Бабанин            |